# Enoplognatha peruviana
Enoplognatha peruviana är en spindelart som beskrevs av Chamberlin 1916. Enoplognatha peruviana ingår i släktet Enoplognatha och familjen klotspindlar.
Artens utbredningsområde är Peru. Inga underarter finns listade i Catalogue of Life.